# Żurobice
Żurobice (API : ʐurɔˈbʲit͡sɛ, ukrainien : Журобиці, Zhurobytsi) est un village polonais de la gmina de Dziadkowice dans le powiat de Siemiatycze et dans la voïvodie de Podlachie. Il se situe à environ 13 kilomètres au nord de Siemiatycze et à 67 kilomètres au sud de Bialystok.
Selon le recenssement de la commune de 1921, ont habité dans le village 438 personnes, dont 148 étaient catholiques, 263 orthodoxes, et 27 judaïques. Parallèlement, 161 habitants ont déclaré avoir la nationalité polonaise, 250 la nationalité biélorusse et 27 la nationalité juive. Dans le village, il y avait 88 bâtiments habitables.